# Ichthyophis sikkimensis
La cecilia de Sikkim o cecilia de Darjeeling (Ichthyophis sikkimensis) es una especie de anfibios gimnofiones de la familia Ichthyophiidae que habita en India.